# Vaino Väljas

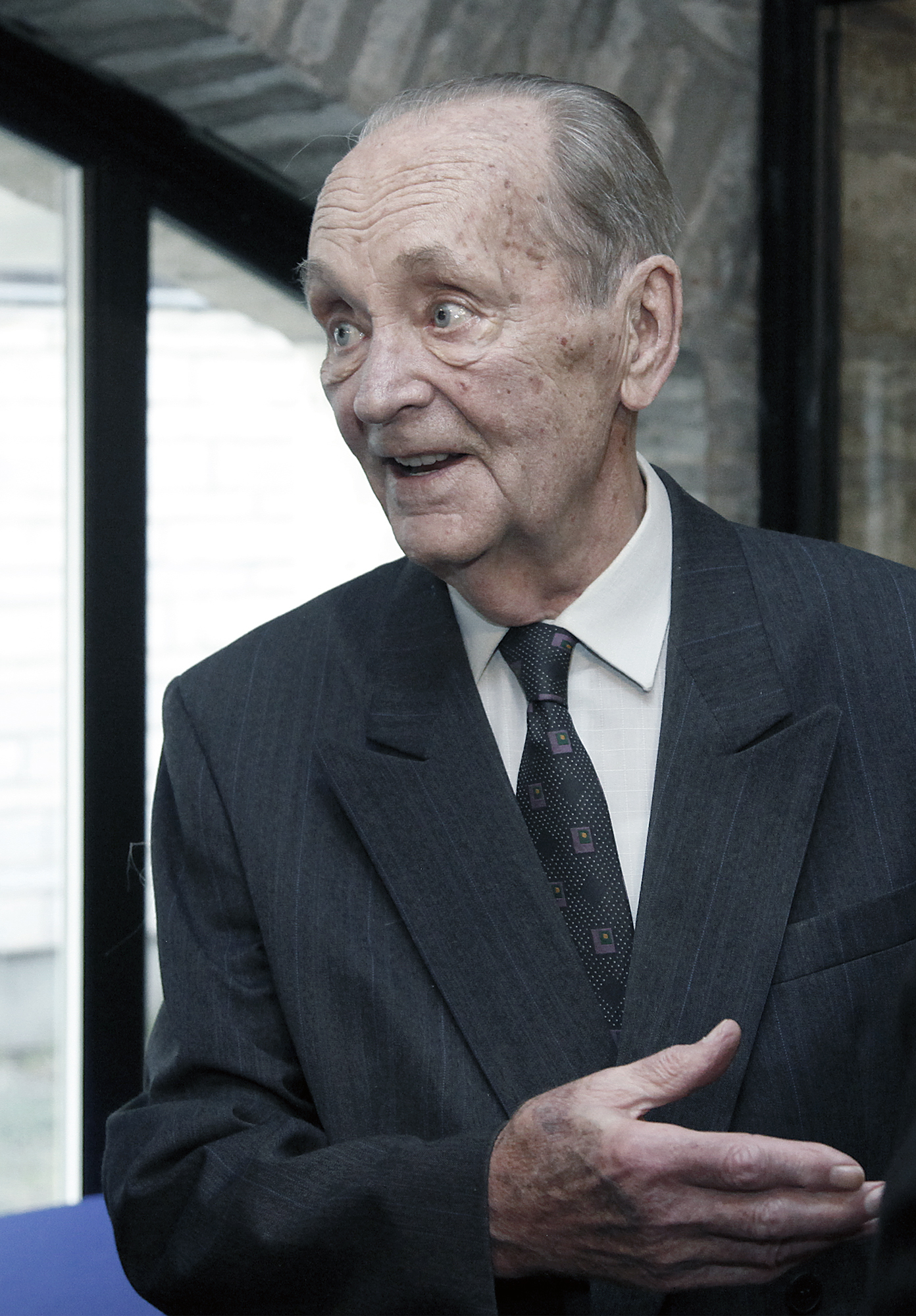
Vaino Väljas, 2013

Vaino Väljas (* 28. März 1931 in Külaküla, Landgemeinde Emmaste, Insel Hiiumaa, Estland; † 16. Januar 2024) war ein estnischer Politiker und sowjetischer Diplomat. Er war der letzte Vorsitzende der Kommunistischen Partei Estlands (EKP) vor der Loslösung Estlands von der Sowjetunion.

## Studium
Vaino Väljas schloss 1955 sein Studium an der historischen Fakultät der Staatlichen Universität Tartu (estnisch Tartu Riiklik Ülikool) ab. 1973 promovierte er zum Kandidaten der Geschichtswissenschaft.

## Politiker  und Diplomat
Väljas machte eine gradlinige Karriere innerhalb der Kommunistischen Partei Estlands (Eestimaa Kommunistlik Partei): 1951/52 war er an der Universität Tartu Sekretär der Leninistisch-Kommunistischen Jugendvereinigung Estlands (Eestimaa Leninliku Kommunistliku Noorsooühing – ELKNÜ), der Jugendorganisation der Kommunistischen Partei. Von 1953 bis 1955 war Väljas Sekretär des Stadtkomitees der ELKNÜ. 1955 bis 1961 bekleidete er das Amt des Ersten Sekretärs des Zentralkomitees der ELKNÜ.
Von 1961 bis 1971 war Väljas Erster Sekretär des Tallinners Stadtkomitees der EKP und von 1971 bis 1980 Sekretär des Zentralkomitees der EKP. Anschließend schlug Väljas eine Laufbahn im sowjetischen diplomatischen Dienst ein, was für Esten eher ungewöhnlich war. Von 1980 bis 1986 war Väljas sowjetischer Botschafter in Venezuela, bevor er von 1986 bis 1988 als sowjetischer Botschafter in Nicaragua tätig war. Im März 1988 wurde dort ein Friedensvertrag zwischen den kommunistischen Machthabern und rechten Rebellengruppen unterzeichnet.

## Letzte Jahre der Estnischen SSR
Im Juni 1988 berief der Generalsekretär der KPdSU, Michail Gorbatschow, Väljas überraschend an die Spitze der EKP. Im Zeichen von Glasnost und Perestroika war der bisherige Erste Sekretär des Zentralkomitees der EKP, Karl Vaino, wegen seiner starren antireformistischen Haltung auch innerparteilich in die Defensive geraten und musste am 16. Juni 1988 sein Amt räumen. Bereits am darauffolgenden Tag kam es zu einer großen Kundgebung der demokratischen Opposition an der Tallinner Sängerbühne, an der 150.000 Menschen die in der Sowjetunion verbotene blau-schwarz-weiße estnische Nationalflagge zeigten. Bereits eine Woche später wurde sie vom Obersten Sowjet unter dem Druck der Demonstranten wieder zur offiziellen Flagge Estlands erklärt.
Mit dem Amtsantritt des relativ liberalen Väljas’ öffnete sich die EKP weithin den Ideen Gorbatschows aber auch Forderungen nach weitergehender nationaler estnischer Selbstbestimmung. Allerdings konnte die EKP mit den Entwicklungen im Land und den demokratischen Forderungen der estnischen Bevölkerung kaum Schritt halten. Sie wurde immer mehr in die Defensive gedrängt. Die Führung der EKP unter Väljas wollte aber Blutvergießen um jeden Preis verhindern.
Vaino Väljas leitete selbst die historische Sitzung des Obersten Sowjets der Estnischen SSR, auf der am 16. November 1988 die Erklärung über die Souveränität der Estnischen SSR mit nur einer Gegenstimme angenommen wurde. Sie erklärte den Vorrang der estnischen Gesetze vor dem sowjetischen Recht. Die Erklärung legte den Grundstein für den Erfolg der sogenannten Singenden Revolution, die endgültige Loslösung von der Sowjetunion und die Wiedererlangung der staatlichen Unabhängigkeit Estlands im August 1991.
Im September 1988 kam es zu einer erneuten friedlichen Großkundgebung der oppositionellen Volksbewegung Rahvarinne. Auf der Veranstaltung Eesti laul („Das estnische Lied“) forderten 300.000 Menschen Demokratie und Wiederherstellung der staatlichen Unabhängigkeit Estlands. Auch Väljas gewann die Einsicht, dass sich die endgültige Loslösung von der Sowjetunion nicht mehr ohne Gewalt aufhalten ließ, zumal Moskau die Idee einer losen Föderation der Sowjetrepubliken ablehnte.
Nach der Aufhebung des Parteimonopols der EKP im Februar 1990 versuchte Väljas, die Umwandlung der EKP in eine demokratische Linkspartei voranzutreiben. Auf dem 20. Parteitag der EKP im März 1990 wurde allerdings die unüberbrückbare Spaltung zwischen Moskau-treuen Hardlinern und reformorientierten Kräften innerhalb der Partei deutlich. Die Parlamentswahlen zum Obersten Rat vom 18. März 1990, die ersten demokratischen Wahlen in Estland seit fünfzig Jahren, gewann die demokratisch-liberale Unabhängigkeitsbewegung unter ihrem Spitzenkandidaten Edgar Savisaar, der Indrek Toome als Ministerpräsidenten ablöste. Im August 1991, während des Putsches in Moskau, rief Estland die Wiederherstellung seiner staatlichen Unabhängigkeit aus. Bereits im März 1991 hatte sich die Bevölkerung mit einer Mehrheit von 77,8 % in einem Referendum für die Wiederherstellung der estnischen Unabhängigkeit ausgesprochen.

## Nach der Unabhängigkeit 1990
Von 1992 bis 1995 übernahm Väljas den Vorsitz der aus der EKP hervorgegangenen linkssozialistischen Estnischen Sozialdemokratischen Arbeiterpartei (Eesti Sotsiaaldemokraatlik Tööpartei – ESDTP), die sich später in Eesti Vasakpartei (Estnische Linkspartei) umbenannte. Politisch blieb die Partei nach dem Ende des Kommunismus bedeutungslos. 1995 zog sich Väljas aus der Politik zurück.

## Privatleben
Vaino Väljas ist mit der Estin Mai Väljas (* 1931) verheiratet. Er hat eine Tochter und einen Sohn.